# Balluff
Balluff ist ein weltweiter Anbieter für alle Bereiche der Automation und ein Hersteller von Sensortechnik. Das seit vier Generationen familiengeführte Unternehmen hat seinen Sitz in Neuhausen auf den Fildern und verfügt über sieben Produktionsstandorte in Europa, China, Nord- und Südamerika sowie Vertriebsniederlassungen in ca. 60 Ländern.

## Geschichte
Gebhard Balluff gründete das Unternehmen 1921 als mechanische Reparaturwerkstatt. Aus ihr ging ein Betrieb für Präzisions-, Dreh- und Frästeile hervor. Hier entwickelte man 1956 neuartige elektromechanische Grenztaster, die patentiert wurden und der Ausgangspunkt für die Entwicklung und Produktion von industrieller Sensorik waren.
Elektronische Sensoren und Wegmesssysteme folgten. Die Entwicklung von Identifikationssystemen begann in den 1980er Jahren. Als eines von 14 Gründungsmitgliedern des Konsortiums war Balluff an der Einführung des Kommunikationsstandards IO-Link beteiligt.
Mit der Diversifizierung des Unternehmens ging seine Internationalisierung einher. Im Jahr 1971 wurde die erste Tochtergesellschaft in Österreich gegründet. In den 1980er und 1990er Jahren folgten weltweit zahlreiche weitere Niederlassungen.
Im Zuge der Portfolio-Erweiterung integrierte Balluff die Tochterunternehmen SIE Sensorik-Industrie-Elektronik, STM Sensor Technologie München GmbH, iss innovative software services GmbH und Matrix Vision GmbH. Alle Tochtergesellschaften sind Teil der Marke Balluff.

## Produkte

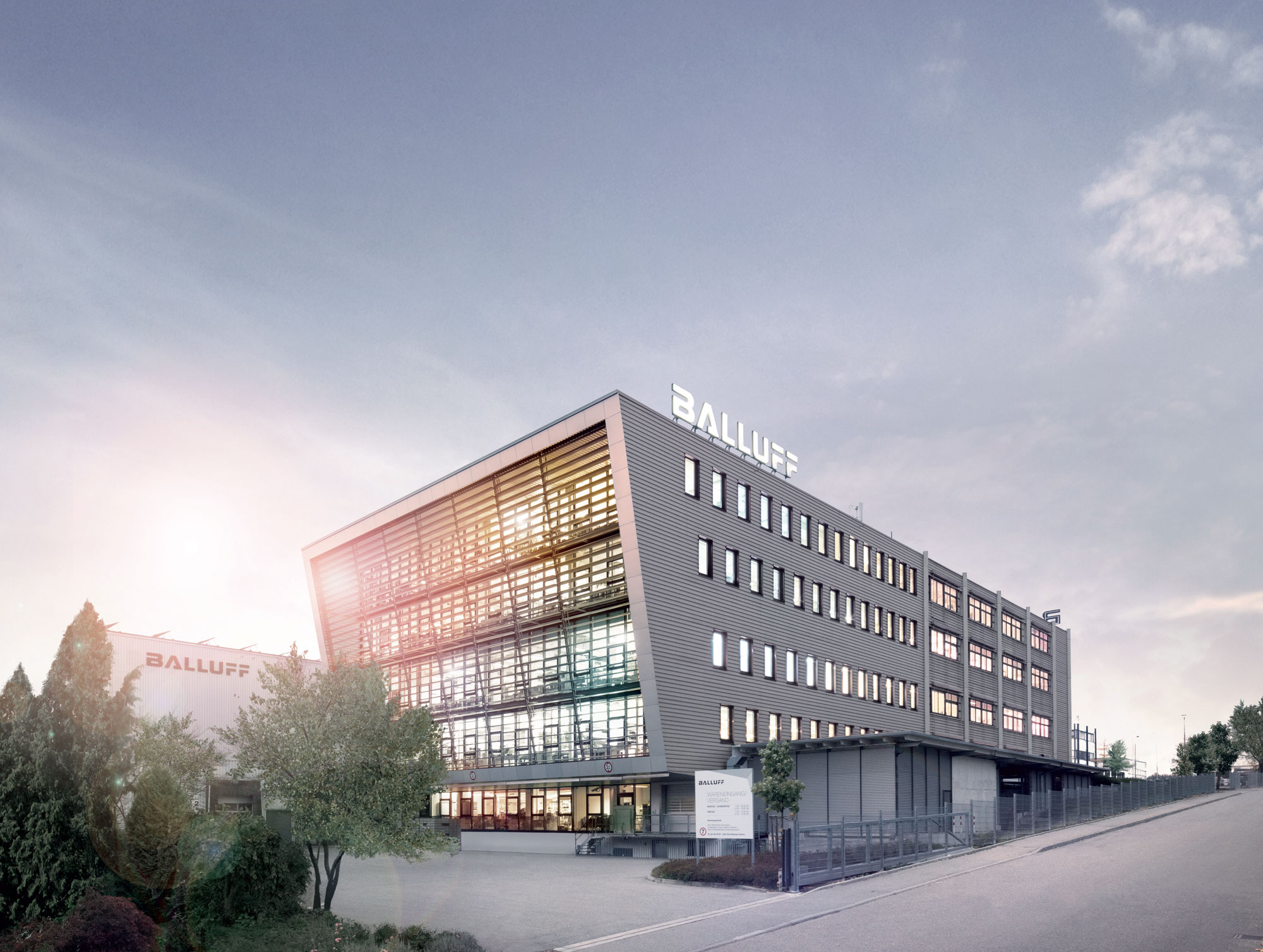
Balluff Headquarters

Das Portfolio umfasst Industriesensoren mit den gängigen Messprinzipien zur Objekterkennung, Weg- und Abstandsmessung, Zustandsüberwachung und Identifikation. Dazu die passende Netzwerk- und Verbindungstechnik sowie umfangreiches Zubehör. Maßgeschneiderte Lösungen für Kamera- und Sensorkomponenten gehören ebenso zum Programm.
Die wichtigsten Produktbereiche sind:
- Sensortechnik: induktive, kapazitive, optoelektronische, magnetostriktive, magnet-kodierte Sensoren, Magnetfeld-, Ultraschall-, Neigungs-, Druck-, Temperatur-, Durchfluss-, ConditionMonitoring-Sensoren, Positionsanzeigen, Drehgeber, Nockenschalter
- Industrielle Identifikation: RFID-Systeme (LF, HF, UHF)
- Machine Vision und optische Identifikation: Codereader, Vision-Sensoren, Industriekameras, 3D-Kameras
- Industrielle Netzwerktechnik: Netzwerkmodule, E/A-Module, Switches, induktive Koppler, IO-Link Wireless, sichere E/A-Module
- Verbindungstechnik: Anschlussleitungen, Verbindungsleitungen, Passive Verteiler, Rohkabel
- Human Machine Interface: LED-Signalsäulen
- Zubehör: Befestigungstechnik und Netzgeräte
- Systemlösungen: Tool Management und Condition Monitoring
- Software: Inbetriebnahme- und Konfigurationssoftware

## Branchen
Sensor- und Automatisierungstechnik von Balluff ist zum Beispiel in folgenden Branchen einsetzbar:
- Maschinen- und Anlagenbau
- Halbleiterindustrie
- Kunststoffindustrie
- Batterieindustrie
- Automobilindustrie und -zulieferer
- Elektronikindustrie
- Stahl- und Hüttenindustrie
- Verpackung, Lebensmittel, Getränke, Pharma und Kosmetik
- Life Science
- Intralogistik
- Mobile Arbeitsmaschinen
- Verkehrstechnik
- Energiegewinnung